# EN 45545-2
Die EN 45545-2 ist eine Europäische Norm für Bahnanwendungen - Brandschutz in Schienenfahrzeugen. Der Teil 2 befasst sich mit den Anforderungen an das Brandverhalten von Materialien und Komponenten. Die aktuelle deutsche Fassung ist die DIN-Norm DIN EN 45545-2:2020 mit Veröffentlichung im Oktober 2020.
EN 45545-2 wurde auf Basis bestehender Brandschutz-Vorschriften für Schienenfahrzeuge des Internationalen Eisenbahnverbandes (UIC) und verschiedener europäischer Staaten entwickelt. Mit der Anwendung der Betriebsklassen und Bauartklassen, die in EN 45545-1 festgelegt sind, berücksichtigen die in diesem Teil enthaltenen Anforderungen die derzeitigen Betriebsbedingungen des öffentlichen Schienenverkehrs in Europa.
Die Norm richtet sich an Brandschutzbeauftragte, Betreiber von Schienenfahrzeugen, Hersteller von Komponenten in Schienenfahrzeugen, Prüfer und Behörden.

## Inhalt
- Europäisches Vorwort
- Einleitung
- Anwendungsbereich
- Normative Verweisungen
- Begriffe
- Anforderungen
- Prüfverfahren
- Konformitätsbewertung
- Anhang A: Protokoll zur Prüfkörpervorbereitung in Standard-Prüfungen
- Anhang B: Leitfaden zur Komponentenklassifizierung
- Anhang ZA: Zusammenhang zwischen dieser Europäischen Norm und den grundlegenden Anforderungen der abzudeckenden Richtlinie (EU) 2016/797

## Änderungsvermerk
Gegenüber DIN EN 45545-2:2016-02 wurden folgende Änderungen vorgenommen:
- Streichung Anhang A Standard Vandalismus Zerstörungs-Prüfung für Sitzbezüge;
- Streichung Anhang B Brandprüfverfahren für Sitze;
- Streichung Anhang C und der Verweisung auf EN 17084;
- Umwandlung Anhang D in Anhang A und Hinzufügen eines neuen Anhang B;
- 4.2 a), Hinzufügen von Verbundglas unter bestimmten Bedingungen;
- 4.2 e), Änderung bei Komponenten unter bestimmten Bedingungen;
- 4.2 h), es wurden zwei neue Aufzählungspunkte hinzugefügt;
- 4.2 j) und 4.2 k), Änderung für organische Beschichtungen unter verschiedenen Bedingungen;
- 4.3.1, Änderung zu brennbaren Massen unter und über 10 g;
- redaktionelle Anpassungen im Zuge der Überarbeitung.